# Miroslaw Bojadschiew
Miroslaw Bojadschiew (bulgarisch Мирослав Бояджиев, wiss. Transliteration Miroslav Bojadžiev, * 18. Juli 1979 in Sofia) ist ein ehemaliger bulgarischer Shorttracker.

## Werdegang
Bojadschiew, der dem Verein Slawia Sofia angehörte, startete bei den Olympischen Winterspielen 2002 in Salt Lake City. Über die 1500 Meter erreichte er nach guten Ergebnissen in den Vorläufen das B Finale, in dem er den sechsten Platz und damit am Ende Gesamtrang 11 erreichte. Über 500 und 1000 Meter schied er jeweils als Vierter in der 1. Runde aus.
Nach dem Ende seiner aktiven Laufbahn engagierte sich Bojadschiew als Trainer. So trainierte er beim EV Dresden unter anderem die Shorttrackerin Bianca Merker. 2006 wurde er Mitglied im Bundestrainerstab und trainierte in den Folgejahren gemeinsam mit den Bundestrainern Éric Bédard und Michael Kooreman. Nachdem er in der Saison 2013/14 kommissarisch als Bundestrainer gearbeitet hatte, wurde er zur Saison 2014/15 nach Kooremans Rücktritt auch offiziell Bundestrainer der deutschen Shorttracker. Nach drei Jahren wurde er 2017 von der DESG entlassen. Parallel studierte er bis 2010 Sportwissenschaften an der TU Dresden. 2017 zog er sich komplett aus dem Sportbereich zurück und wurde nach Abschluss seines Studiums Lehrer an einer Grundschule in Dresden, seit 2023 gehört er zum Kollegium der Deutschen Schule Jakarta. Von November 2016 bis Mai 2018 war eine Innenausbaufirma in London unter dem Namen Miro Building Ltd. auf Bojadschiew registriert.